# Udea cyanalis
Udea cyanalis is een vlinder uit de familie van de grasmotten (Crambidae), uit de onderfamilie van de Spilomelinae. De wetenschappelijke naam van deze soort is voor het eerst voorgesteld als Botys cyanalis door Jean Jacques Charles de La Harpe in een publicatie uit 1855.
De soort komt voor in Spanje, Frankrijk, Duitsland, Zwitserland, Liechtenstein, Oostenrijk, Italië, Slovenië, Kroatië, Bosnië en Herzegovina, Roemenië, Rusland, Georgië en China (Hebei).